# برونا ۲۹۰
سیارک ۲۹۰ (به انگلیسی: 290 Bruna) دویست و نودمین سیارک کشف شده‌است که در ۲۰ مارس ۱۸۹۰ و در وین کشف شد.
قدر مطلق سیارک برابر ۱۱٫۵۰ است.